# Wallfahrtskirche Hergiswald (Kriens)

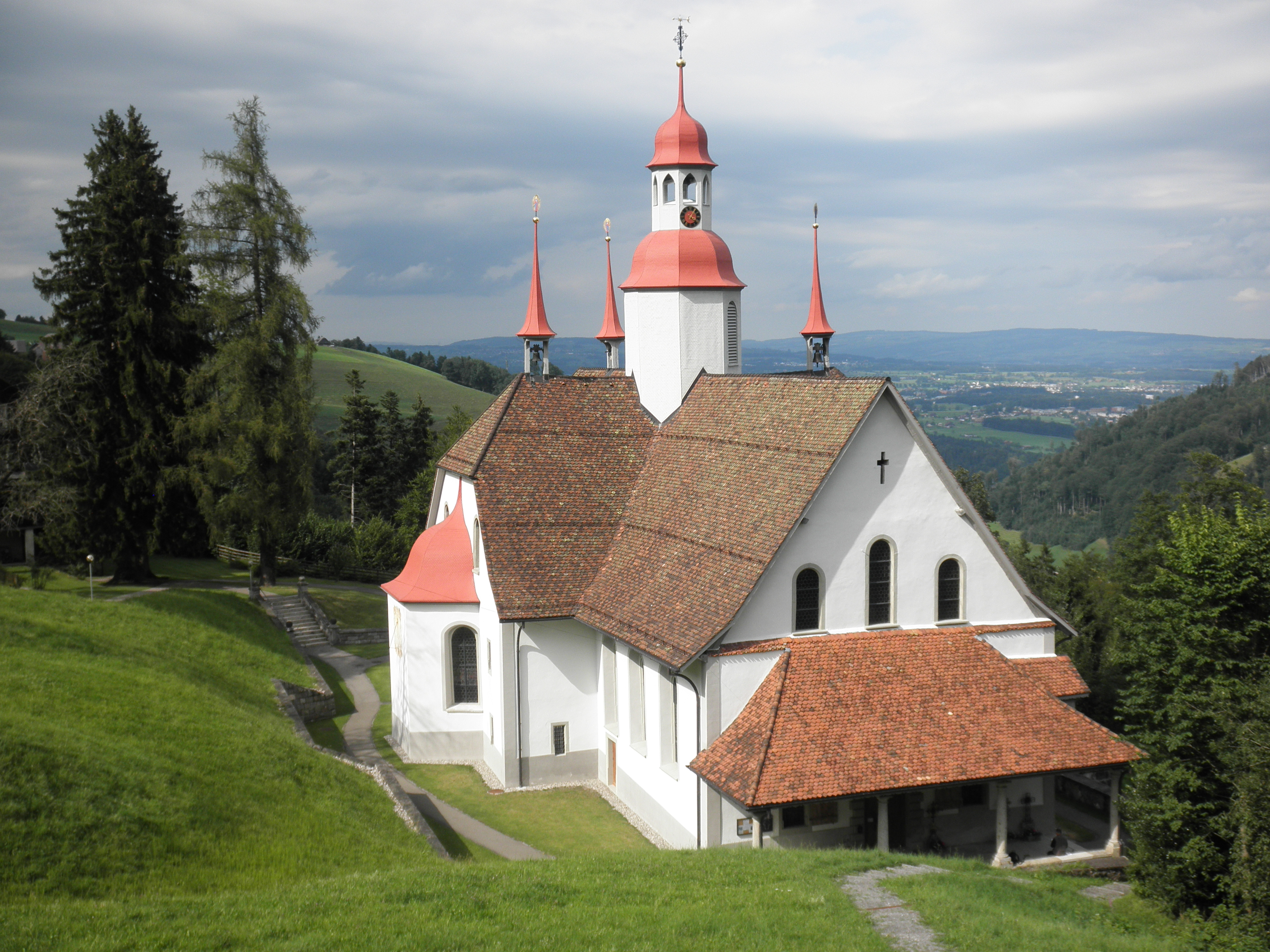
Wallfahrtskirche Hergiswald

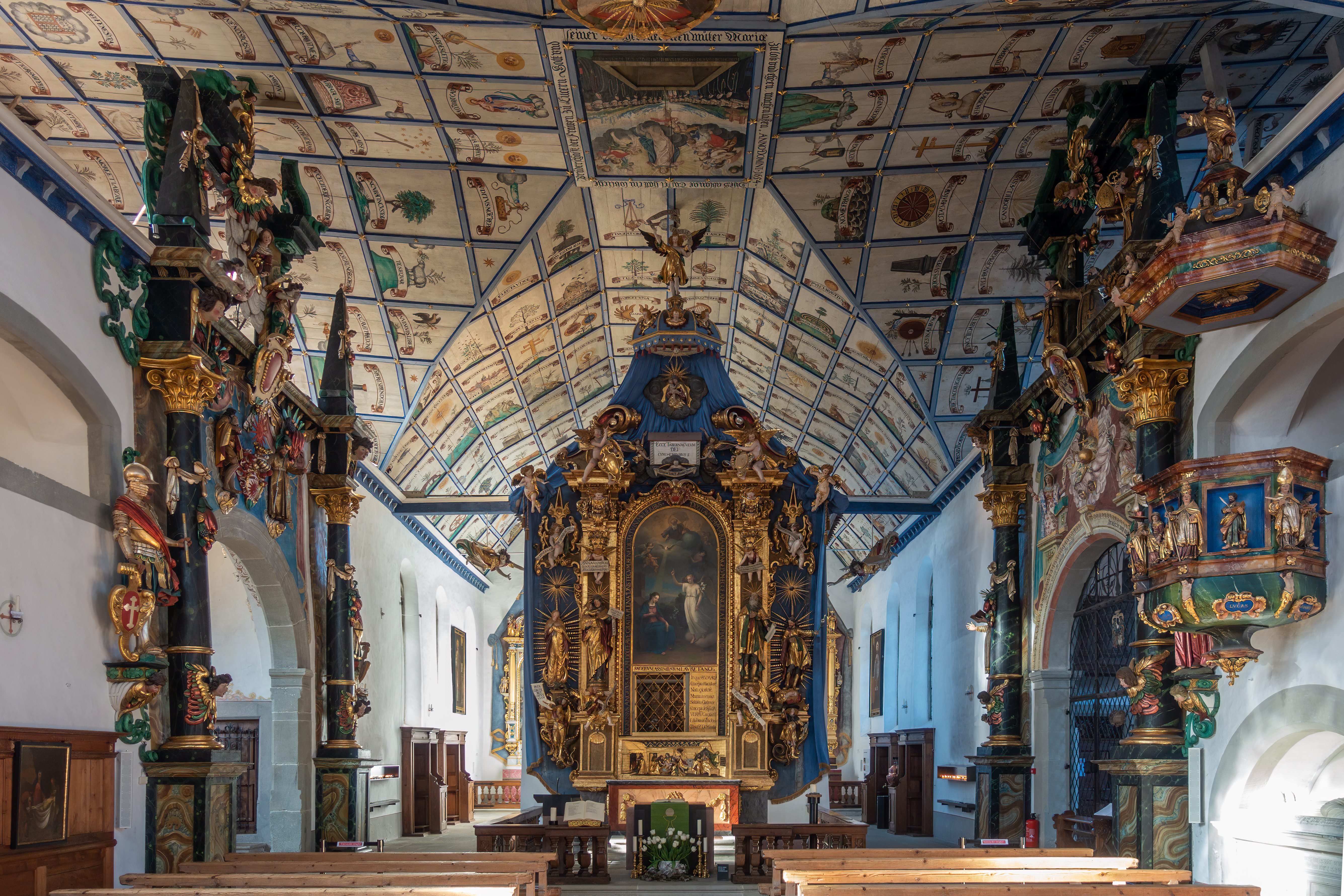
Hochaltar Wallfahrtskirche Hergiswald

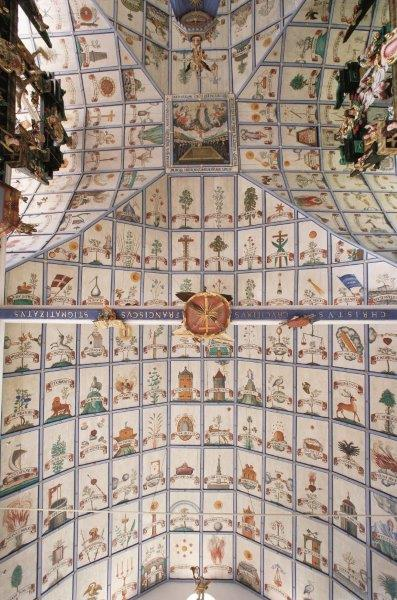
Bilderhimmel

Hergiswald ist ein kunsthistorisch bedeutender Wallfahrtsort ob Kriens im Kanton Luzern. Der Ursprung reicht zurück bis ins Jahr 1489 und beruht auf einer Einsiedelei von Bruder Johann Wagner. 

## Geschichte
Die Geschichte Hergiswalds beginnt im Jahre 1489, als sich der Schwabe Johannes Wagner, ein Kartäuserbruder aus Ittingen, als Eremit hier niederliess und einen Platz rodete. Er erhielt Hilfe der Luzerner Familie von Wyl, welcher der Waldabschnitt gehörte. 
1501 erlaubte der Konstanzer Bischof Hugo von Hohenlandenberg dem Schultheissen Jakob von Wyl und weiteren Stiftern den Bau einer Kapelle, die 1504 geweiht wurde. 1516 starb Bruder Johann im Rufe der Heiligkeit. 1620 wurde unter den Pflegern Ludwig und Jakob von Wyl an den alten Chor eine neue, grössere Kapelle angebaut. 
Dank dem Kapuzinerpater Ludwig von Wyl (1596–1663) und mit Hilfe von Stiftern gelang es, die Kapelle zur heutigen Kirche zu vergrössern und nach einem theologischen Programm mit Altären, Bildern und Emblemen auszustatten. 1649 wurde die Loretokapelle nördlich an das Schiff angebaut. 1651 folgte der Anbau einer Felixkapelle im Westen. 1652 begann der Bau der heutigen Kirche unter Einbezug der Loreto- und Felixkapellen und der Umfunktionierung des alten Chors zur Sakramentskapelle. 

## Architektur und Ausstattung
Die heutige Wallfahrtskirche Hergiswald ist um die Loreto-Kapelle herum gebaut. Sie ist reich an sakraler Kunst. Neben dem Hochaltar, der an der äußeren Stirnwand der Kapelle steht, befinden sich Seitenaltäre in der Kirche. In der Loreto-Kapelle, die dem Vorbild der Santa Casa in italienischen Loreto möglichst genau nachgebildet ist, befindet sich eine Schwarze Madonna. 
Besondere Beachtung findet der «Bilderhimmel». Er besteht aus 324 mit Mariensymbolen bemalten Holztafeln, die das ganze Kirchengewölbe bedecken. Dieser Bilderzyklus, der größte seiner Art, wurde vom Schweizer Maler Kaspar Meglinger 1654 geschaffen. 

## Pilgerort
Seit Jahrhunderten pilgern die Menschen in die Wallfahrtskirche Hergiswald. Sie liegt leicht ausserhalb des Jakobswegs auf der Strecke zwischen Luzern und Werthenstein. Der Weg nach Hergiswald führt über den Rosenkranzweg. 2009 wurden in 20 Stelen entlang diesem Weg mit Fresken die 20 Geheimnisse des Rosenkranzes festgehalten. 